# Satz von Kolmogorow-Riesz
Der Satz von Kolmogorow-Riesz (nach Andrei Nikolajewitsch Kolmogorow und Marcel Riesz) ist ein Lehrsatz aus dem mathematischen Teilgebiet der Funktionalanalysis, der ein Kompaktheitskriterium für Teilmengen von Lp-Räumen darstellt. Dieser Satz wird, je nach Verallgemeinerungsgrad, auch Satz von M. Riesz, Satz von Kolmogorow-Fréchet-Riesz oder Satz von Kolmogorow-Riesz-Weil genannt, womit auch Beiträge der Mathematiker Maurice René Fréchet und André Weil gewürdigt werden, auch die Namen Jakob Davidowitsch Tamarkin und A. N. Tulajkov werden von einigen Autoren erwähnt, wobei Letzterer den Sonderfall {\displaystyle p=1} behandelt hatte. Derartige Kompaktheitskriterien haben viele Anwendungen, insbesondere in der Theorie der partiellen Differentialgleichungen.

## Der Folgenraum lp
Die Situation für die Folgenräume {\displaystyle \ell ^{p}} stellt sich besonders einfach dar, der folgende Satz wurde 1908 für {\displaystyle p=2} von Fréchet bewiesen:
Eine Teilmenge {\displaystyle M\subset \ell ^{p}} ({\displaystyle 1\leq p<\infty }) ist genau dann präkompakt, wenn die folgenden beiden Bedingungen erfüllt sind:
- {\displaystyle \sup _{x\in M}|x_{k}|<\infty \,\,\forall k\in \mathbb {N} }. Dabei ist {\displaystyle x_{k}} die {\displaystyle k}-te Komponente von {\displaystyle x}.
- {\displaystyle \sup _{x\in M}\sum _{k=n}^{\infty }|x_{k}|^{p}\,{\xrightarrow[{n\to \infty }]{}}\,0}.

## Funktionenräume Lp
Aufwändiger sind Kompaktheitskriterien für Lp-Räume über nicht-diskreten Grundmengen. Mittels Zurückführung auf den Satz von Arzelà-Ascoli kann man zeigen:
Satz von Kolmogorow-Riesz: Eine Teilmenge {\displaystyle M\subset L^{p}([0,1])}, {\displaystyle 1\leq p<\infty }, ist genau dann präkompakt, wenn
- {\displaystyle M} ist beschränkt bezüglich der Norm {\displaystyle \|\cdot \|_{p}},
- {\displaystyle \sup _{f\in M}\int _{0}^{1}|f(t+h)-f(t)|^{p}{\mathrm {d} }t{\xrightarrow[{h\to 0}]{}}\,0}.

Dabei ist {\displaystyle f(t):=0} für {\displaystyle t} außerhalb des Einheitsintervalls, um in obiger Formel {\displaystyle f(t+h)} bilden zu können. Ein analoger Satz gilt natürlich für {\displaystyle L^{p}([a,b])} für beliebige {\displaystyle a,b\in R,a<b}.
Eine Ausdehnung dieses Satzes auf unbeschränkte Gebiete erfordert eine zusätzliche Bedingung:
Satz von M. Riesz: Eine Teilmenge {\displaystyle M\subset L^{p}(\mathbb {R} ^{n})} ({\displaystyle 1\leq p<\infty }) ist genau dann präkompakt, wenn
- {\displaystyle M} ist beschränkt bezüglich der Norm {\displaystyle \|\cdot \|_{p}},
- {\displaystyle \sup _{f\in M}\int _{\mathbb {R} ^{n}}|f(t+h)-f(t)|^{p}\mathrm {d} t\,{\xrightarrow[{h\to 0}]{}}\,0},
- {\displaystyle \sup _{f\in M}\int _{\mathbb {R} ^{n}\setminus B_{r}(0)}|f(t)|^{p}\mathrm {d} t\,{\xrightarrow[{r\nearrow \infty }]{}}\,0}.

Dabei steht {\displaystyle B_{r}(0)} für die Kugel um 0 mit Radius {\displaystyle r}.

## Lokalkompakte abelsche Gruppen
Der Satz von M. Riesz lässt sich nicht auf  Lp-Räume über beliebigen Maßräumen verallgemeinern, da in der zweiten Bedingung des Kompaktheitskriteriums von der Addition und damit von der Gruppenstruktur des {\displaystyle \mathbb {R} ^{n}} Gebrauch gemacht wird.
Sei nun {\displaystyle G} eine lokalkompakte abelsche Gruppe und {\displaystyle \mu } sei ein Haarsches Maß auf {\displaystyle G}. Ist {\displaystyle Y} ein Banachraum, so kann man wie oben den Raum {\displaystyle L^{p}(G,Y)} aller messbaren Funktionen {\displaystyle f\colon G\rightarrow Y} mit {\displaystyle \int _{G}\|f(t)\|^{p}\,\mathrm {d} \mu (t)<\infty } bilden. Die Norm  {\displaystyle \|f\|_{p}:=\left(\int _{G}\|f(t)\|^{p}\,\mathrm {d} \mu (t)\right)^{\frac {1}{p}}} macht  {\displaystyle L^{p}(G,Y)} zu einem Banachraum. Dies verallgemeinert offenbar die oben betrachteten {\displaystyle L^{p}(\mathbb {R} ^{n},Y)}-Räume. Statt der Kugeln um 0 betrachten wir hier ein bzgl. der Vereinigung gerichtetes Netz {\displaystyle {\mathcal {C}}} kompakter Mengen in {\displaystyle G}, so dass jede kompakte Menge aus {\displaystyle G} in einer  Menge aus {\displaystyle {\mathcal {C}}} enthalten ist.
Nicolae Dinculeanu hat folgende Verallgemeinerung obigen Kompaktheitskriteriums bewiesen:
Satz: Eine Teilmenge {\displaystyle M\subset L^{p}(G,Y)} ({\displaystyle 1\leq p<\infty }, {\displaystyle G} lokalkompakte abelsche Gruppe, {\displaystyle Y} Banachraum) ist genau dann präkompakt, wenn
- Für alle messbaren Teilmengen {\displaystyle A\subset G} mit {\displaystyle \mu (A)<\infty } ist {\displaystyle \{\int _{A}f(t)\mathrm {d} \mu (t);f\in M\}\subset Y} präkompakt,
- {\displaystyle \sup _{f\in M}\int _{G}\|f(t+h)-f(t)\|^{p}\,\mathrm {d} \mu (t)\,{\xrightarrow[{h\to 0}]{}}\,0},
- {\displaystyle \sup _{f\in M}\int _{G\setminus C}\|f(t)\|^{p}\,\mathrm {d} \mu (t)\,{\xrightarrow[{C\in {\mathcal {C}}}]{}}\,0}.

Diese Version wurde für den Fall {\displaystyle Y=\mathbb {R} }, also für skalarwertige Funktionen, von M. Riesz bewiesen. Eine auf Kolmogorow und J. D. Tamarkin zurückgehende Version, die eine Approximation der Eins verwendet, wurde ebenfalls von N. Dinculeanu auf den Banachraum-wertigen Fall verallgemeinert. Für die folgende Darstellung dieses Ergebnisses sei {\displaystyle {\mathcal {V}}} eine Nullumgebungsbasis aus relativ kompakten, offenen Mengen in {\displaystyle G}. Zu jedem {\displaystyle V\in {\mathcal {V}}} wähle eine Funktion {\displaystyle u_{V}\colon G\rightarrow \mathbb {R} _{0}^{+}}, die beschränkt, messbar uns symmetrisch (d. h. {\displaystyle u_{V}(t)=u_{V}(-t)\,\forall t\in G}) ist mit Träger in {\displaystyle {\overline {V}}} und {\displaystyle \int _{G}^{}u_{V}(t)\mathrm {d} \mu (t)=1}.
Man kann zum Beispiel {\displaystyle u_{V}={\frac {1}{2\mu (V)}}(\chi _{V}+\chi _{-V})} wählen, wobei {\displaystyle \chi _{V}} die charakteristische Funktion von {\displaystyle V} sei.
Für {\displaystyle f\in L^{p}(G,Y)} und {\displaystyle t\in G} sei die Faltung {\displaystyle u_{v}\star f(t):=\int _{G}u_{V}(s)f(t-s)\mathrm {d} \mu (s)} definiert. Dann ist {\displaystyle u_{V}\in L^{p}(G,Y)}, {\displaystyle u_{V}\star f\in L^{p}(G,Y)} und {\displaystyle \|u_{V}\star f-f\|_{p}\,{\xrightarrow[{V\in {\mathcal {V}}}]{}}\,0}; das heißt, das Netz {\displaystyle (u_{V})_{V\in {\mathcal {V}}}} ist in diesem Sinne eine Approximation der Eins. Es gilt folgender
Satz: Eine Teilmenge {\displaystyle M\subset L^{p}(G,Y)} ({\displaystyle 1\leq p<\infty }, {\displaystyle G} lokalkompakte abelsche Gruppe, {\displaystyle Y} Banachraum) ist genau dann präkompakt, wenn
- Für alle messbaren Teilmengen {\displaystyle A\subset G} mit {\displaystyle \mu (A)<\infty } ist {\displaystyle K(A):=\{\int _{A}f(t)\mathrm {d} \mu (t);f\in M\}} präkompakt,
- {\displaystyle \sup _{f\in M}\int _{G}\|(u_{V}\star f)(t)-f(t)\|^{p}\,\mathrm {d} \mu (t)\,{\xrightarrow[{V\in {\mathcal {V}}}]{}}\,0},
- {\displaystyle \sup _{f\in M}\int _{G\setminus C}\|f(t)\|^{p}\,\mathrm {d} \mu (t)\,{\xrightarrow[{C\in {\mathcal {C}}}]{}}\,0}.

In den früheren Fassungen für {\displaystyle G=\mathbb {R} } und {\displaystyle Y=\mathbb {R} } wurden die Netze {\displaystyle u_{n}={\frac {1}{2n}}\chi _{[-n,n]}} und {\displaystyle C_{n}=[-n,n]} verwendet.
Wendet man diesen Satz auf die lokalkompakte abelsche Gruppe {\displaystyle G=\mathbb {Z} } an, so ist die erste Bedingung äquivalent zu {\displaystyle \sup _{x\in M}|x_{k}|<\infty \,\,\forall k\in \mathbb {N} }, denn jede Menge endlichen Maßes ist endlich; die zweite Bedingung ist leer, wenn man das Netz {\displaystyle u_{V}=u_{\{0\}}} wählt, und die letzte Bedingung wird zu {\displaystyle \sup _{x\in M}\sum _{|k|>n}|x_{k}|^{p}\,{\xrightarrow[{n\to \infty }]{}}\,0}, wenn man {\displaystyle C_{n}=\{-n,\ldots ,n\}} setzt. Mit einer geeigneten Isomorphie zwischen {\displaystyle \ell ^{p}} und {\displaystyle L^{p}(\mathbb {Z} )} erhält man genau den eingangs zitierten Satz über {\displaystyle \ell ^{p}}-Räume.

## Weitere Verallgemeinerungen
Weitere Verallgemeinerungen auf nicht-kommutative lokalkompakte Gruppen wurden von Josh Isralowitz gefunden.
Eine Ausweitung von Kompaktheitskriterien dieses Typs auf andere über lokalkompakten Gruppen definierte Funktionenräume findet sich bei Hans G. Feichtinger.